# 曾紀諾
曾紀諾（英語：Brian Tsang，1977年5月13日—），香港流行曲作詞人，非牟利註冊團體【香港音樂創作人協會】會長。他畢業於華德學校及東華三院黃笏南中學，1999年畢業於香港中文大學計算機科學系。他曾於多個音樂創作比賽中獲得獎項，包括2013年於第25屆CASH流行曲創作大賽網上最受歡迎歌曲獎。2008年，他參加由Yahoo! Music與伯樂音樂學院合辦之《尋找音樂人創作大賽》，憑《安息禮拜》一詞於歌詞組奪得季軍，被伍樂城簽約成為合約填詞人。完成五年合約後，他於2013年加入星煥的Stars Shine Music Publishing。2016年回復自由音樂人。
2009年他曾替《re:spect紙談音樂》雜誌撰寫專欄文章。同年他與填詞人喬星和綾子為UonLIVE網上電台主持音樂節目《好歌友好報》。2011至12年他為娛樂網站「娛網」（stars-hk）撰寫評論文章並擔任編輯。近年，他亦有為香港中文大學、香港浸會大學、珠海學院、香港會計師公會（HKICPA）、香港傳藝節「十八區超新聲歌唱大賽」、Hong Kong Singer Channel「我敢唱」等歌唱比賽擔任評判。
2015年至今，他與香港流行音樂發展有限公司合作，擔任《填詞工作坊》導師。

## 入行前獎項
- 2007年: 香港青年協會《我手寫我歌》舊曲新詞創作大賽冠軍（《九龍皇帝》調寄：李克勤 - 九龍皇后）
- 2008年: 首屆柏斯琴行原創歌曲創作大賽填詞組冠軍（《後現代周瑜》調寄：周杰倫 - 青花瓷）
- 2008年: 天比高創作伙伴《作明哥曲填明哥詞比賽2008》三甲
- 2008年: Yahoo! Music與伯樂音樂學院合辦之《尋找音樂人創作大賽》歌詞組季軍（《安息禮拜》）

## 填詞作品

### 2009年
- 何雁詩、覃嘉健、Ben Tsang、Christy Li - 習慣笑一笑（和諧之家）
- 陳偉霆、G.E.M.、小肥、李蘊、詩雅、林司敏、James、阿球 - Dance with Kids（電影《愛出貓》插曲）

### 2010年
- 張敬軒 - 襯
- Natalie Lo - 和諧新一代（和諧之家）
- Katie Fung - 小白兔心聲（和諧之家）

### 2011年
- 李駿宇 - 模擬朋友（國）
- 鍾一憲、麥貝夷 - 勾手指尾
- 鍾一憲、麥貝夷 - 針鋒相愛（與Goran Tse合寫）
- 鍾一憲、麥貝夷 - 拖泥帶水（與伍樂城合寫）
- 陳奕迅 - 吟遊詩人（國）

### 2012年
- AOA (香港) - 我主場（與張楚翹、伍樂城合寫）
- 許廷鏗 - 重新長大（與許廷鏗、Kennedy 7合寫）
- 鍾一憲、麥貝夷 - 犯眾憎（與謝天智、張楚翹合寫）
- 潘敬祖 - 出手吧

### 2013年
- 鄒文正 - 愛得不是時候（國）
- 胡鴻鈞、吳若希 - 救救我（與張楚翹合寫）
- 馮凱淇 - 看得開的女人
- 馮凱淇 - 四面台

### 2015年
- 愛與樂飛行（DBC數碼電台《愛與樂飛行》節目主題曲）

### 2016年
- 俞灝明 - 愚先生（國）
- 善在必行（東華三院145周年主題曲）

### 2017年
- 鄭嘉嘉 - 我不想見人
- 徐加晴 - 大概大概

### 2018年
- 徐加晴 - 敢愛（國）
- 陳栐橋 - 揮之不去
- TEC - 高端朋友

### 2020年
- 馮凱淇 - 一千次過後

### 2021年
- 林鉫徫 - 沉默說對不起

## 歌曲獲得獎項

### 2011年
鍾一憲、麥貝夷 - 勾手指尾
- 2011年度十大勁歌金曲頒獎典禮：最受歡迎合唱歌曲金獎
- 2011年度勁歌金曲優秀選第三回得獎歌曲
- 新城勁爆頒獎禮2011新城勁爆合唱歌曲
- 2011年度SINA Music樂壇民意指數頒獎禮：SINA Music 合唱歌曲大獎
- 2011年度YAHOO!搜尋人氣大獎：人氣合唱歌
- uChannel我撐起樂壇頒獎禮2011

### 2012年
鍾一憲、麥貝夷 - 犯眾憎
- 新城勁爆頒獎禮2012：新城勁爆合唱歌曲
- 2012年度十大勁歌金曲頒獎典禮：最受歡迎合唱歌曲銅獎

許廷鏗 - 重新長大
- 2012年度十大勁歌金曲頒獎典禮：十大勁歌金曲
- 2012勁歌金曲優秀選第三回：得獎歌曲
- 新城勁爆頒獎禮2012：新城勁爆歌曲
- 加拿大至HIT中文歌曲排行榜2012年度總選：全國推崇十大歌曲
- 第九屆「勁歌王」全球華人樂壇音樂盛典：金曲獎（粵語）
- IFPI香港唱片銷量大獎頒獎禮2013：十大數碼暢銷歌曲

### 2013年
兵工廠
- 第25屆CASH流行曲創作大賽：網上最受歡迎歌曲獎（決賽時由張惠雅演繹）

### 2014年
馮凱淇 - 四面台
- 2014紅爆校園流行音樂頒獎典禮：紅爆校園流行音樂榜歌曲獎

## 歌唱比賽評判

### 2012年
- 第三屆Hong Kong Singer Channel《我敢唱發sing招募日》初賽及決賽評判

### 2013年
- 香港中文大學專業進修學院歌唱比賽決賽評判
- 第四屆Hong Kong Singer Channel《我敢唱發sing招募日》決賽評判
- 香港傳藝節《十八區超新聲歌唱大賽》初賽及複賽評判
- 香港會計師公會（HKICPA）歌唱比賽決賽評判

### 2014年
- 香港中文大學逸夫書院歌唱比賽決賽評判
- 2014至15年度香港中文大學化學系歌唱比賽《Sing球大戰》決賽評判
- 香港中文大學計算機科學系電算盃歌唱比賽決賽評判
- 第五屆Hong Kong Singer Channel《我敢唱發sing招募日》決賽評判
- 香港專業團體康體會（RSCP）歌唱比賽決賽評判
- 《我都是歌手》歌唱比賽決賽評判
- 香港會計師公會（HKICPA）歌唱比賽決賽評判

### 2015年
- 香港浸會大學傳理學會歌唱比賽《狂想曲》決賽評判
- 香港會計師公會（HKICPA）歌唱比賽決賽評判
- 香港中文大學專業進修學院歌唱比賽決賽評判

### 2016年
- 香港音樂創作人協會《新曲新詞集2016》評判
- 珠海學院學生會及音樂學會歌唱比賽《The VOICE CHC Singing Contest》初賽及決賽評判
- 紅館Private Pub and Bar“紅館”歌者擂台決賽評判
- Hong Kong Singer Channel《巨星巨Sing III 勵志歌曲挑戰賽》決賽評判
- 香港會計師公會（HKICPA）歌唱比賽決賽評判

### 2017年
- 香港會計師公會（HKICPA）歌唱比賽決賽評判

### 2018年
- 香港會計師公會（HKICPA）歌唱比賽決賽評判

### 2019年
- 香港會計師公會（HKICPA）歌唱比賽決賽評判

### 2021年
- 紅館Private Pub and Bar“紅館”歌者擂台評判

### 2024年
- 香港會計師公會（HKICPA）歌唱比賽決賽評判

## 講座
- 珠海學院及香港數位教育中心主辦《生命的苦與樂》講座（2016年）

## 外部連結
- 曾紀諾音樂盒facebook專頁
- 曾紀諾的新浪微博
- Brian and Kimi Youtube頻道 （页面存档备份，存于）